# Chantrigné
Chantrigné est une commune française, située dans le département de la Mayenne en région Pays de la Loire, peuplée de 599 habitants.
La commune fait partie de la province historique du Maine, et se situe dans le Bas-Maine dans le pays de Passais.

## Géographie
Chantrigné se situe dans le Nord-Mayenne.

### Climat
Pour des articles plus généraux, voir Climat des Pays de la Loire et Climat de la Mayenne.
En 2010, le climat de la commune est de type climat océanique franc, selon une étude du CNRS s'appuyant sur une série de données couvrant la période 1971-2000. En 2020, Météo-France publie une typologie des climats de la France métropolitaine dans laquelle la commune est exposée à un climat océanique et est dans la région climatique  Moyenne vallée de la Loire, caractérisée par une bonne insolation (1 850 h/an) et un été peu pluvieux. 
Pour la période 1971-2000, la température annuelle moyenne est de 10,7 °C, avec une amplitude thermique annuelle de 13,4 °C. Le cumul annuel moyen de précipitations est de 860 mm, avec 13,4 jours de précipitations en janvier et 7,4 jours en juillet. Pour la période 1991-2020, la température moyenne annuelle observée sur la station météorologique de Météo-France la plus proche, sur la commune du Horps à 8 km à vol d'oiseau, est de 11,1 °C et le cumul annuel moyen de précipitations est de 857,1 mm,. Pour l'avenir, les paramètres climatiques de la commune estimés pour 2050 selon différents scénarios d'émission de gaz à effet de serre sont consultables sur un site dédié publié par Météo-France en novembre 2022.

## Urbanisme

### Typologie
Au 1er janvier 2024, Chantrigné est catégorisée commune rurale à habitat très dispersé, selon la nouvelle grille communale de densité à sept niveaux définie par l'Insee en 2022.
Elle est située hors unité urbaine. Par ailleurs la commune fait partie de l'aire d'attraction de Mayenne, dont elle est une commune de la couronne,. Cette aire, qui regroupe 27 communes, est catégorisée dans les aires de moins de 50 000 habitants,.

### Occupation des sols
L'occupation des sols de la commune, telle qu'elle ressort de la base de données européenne d’occupation biophysique des sols Corine Land Cover (CLC), est marquée par l'importance des territoires agricoles (96,8 % en 2018), une proportion sensiblement équivalente à celle de 1990 (97,5 %). La répartition détaillée en 2018 est la suivante : 
prairies (46,1 %), terres arables (36,9 %), zones agricoles hétérogènes (13,8 %), zones urbanisées (3 %), forêts (0,2 %). L'évolution de l’occupation des sols de la commune et de ses infrastructures peut être observée sur les différentes représentations cartographiques du territoire : la carte de Cassini (XVIIIe siècle), la carte d'état-major (1820-1866) et les cartes ou photos aériennes de l'IGN pour la période actuelle (1950 à aujourd'hui).

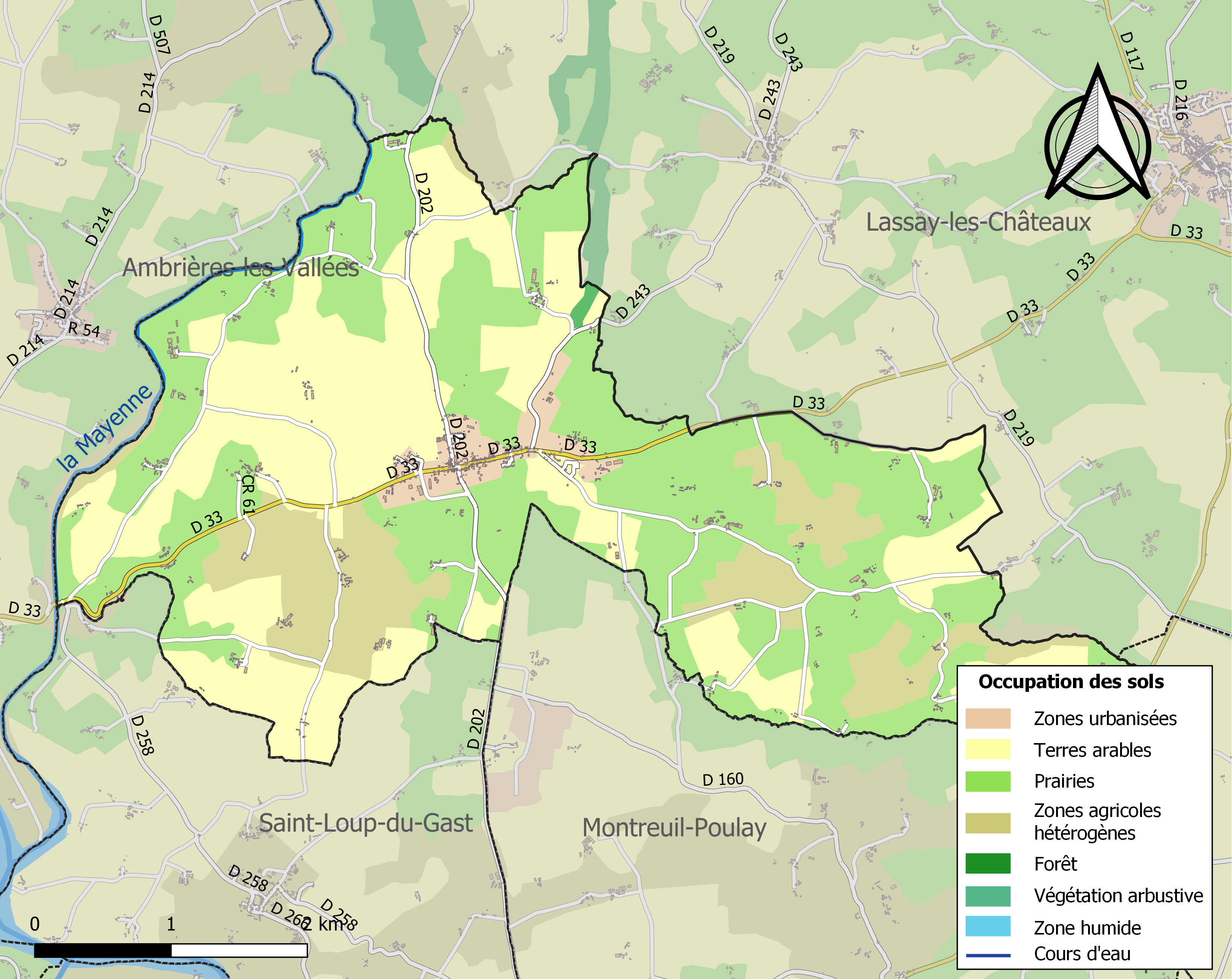
Carte des infrastructures et de l'occupation des sols de la commune en 2018 (CLC).

## Histoire

### Préhistoire

#### Néolithique
Présence d'un menhir et d'une allée couverte.

## Démographie
L'évolution du nombre d'habitants est connue à travers les recensements de la population effectués dans la commune depuis 1793. Pour les communes de moins de 10 000 habitants, une enquête de recensement portant sur toute la population est réalisée tous les cinq ans, les populations de référence des années intermédiaires étant quant à elles estimées par interpolation ou extrapolation. Pour la commune, le premier recensement exhaustif entrant dans le cadre du nouveau dispositif a été réalisé en 2005.
En 2022, la commune comptait 599 habitants, en évolution de −2,12 % par rapport à 2016 (Mayenne : −0,73 %, France hors Mayotte : +2,11 %).
| 1793  | 1800  | 1806  | 1821  | 1831  | 1836  | 1841  | 1846  | 1851  |
| ----- | ----- | ----- | ----- | ----- | ----- | ----- | ----- | ----- |
| 1 885 | 1 959 | 2 074 | 2 024 | 1 857 | 1 970 | 1 876 | 1 888 | 1 951 |

| 1856  | 1861  | 1866  | 1872  | 1876  | 1881  | 1886  | 1891  | 1896  |
| ----- | ----- | ----- | ----- | ----- | ----- | ----- | ----- | ----- |
| 1 973 | 2 012 | 1 904 | 1 877 | 1 884 | 1 782 | 1 713 | 1 642 | 1 480 |

| 1901  | 1906  | 1911  | 1921 | 1926 | 1931 | 1936 | 1946 | 1954 |
| ----- | ----- | ----- | ---- | ---- | ---- | ---- | ---- | ---- |
| 1 397 | 1 355 | 1 233 | 986  | 962  | 911  | 853  | 790  | 756  |

| 1962 | 1968 | 1975 | 1982 | 1990 | 1999 | 2005 | 2006 | 2010 |
| ---- | ---- | ---- | ---- | ---- | ---- | ---- | ---- | ---- |
| 720  | 731  | 651  | 606  | 594  | 588  | 609  | 609  | 605  |

| 2015 | 2020 | 2022 | - | - | - | - | - | - |
| ---- | ---- | ---- | - | - | - | - | - | - |
| 602  | 600  | 599  | - | - | - | - | - | - |

## Économie
La ville compte quelques commerces comme un salon de coiffure, un bar-tabac-restaurant, une épicerie…

## Lieux et monuments

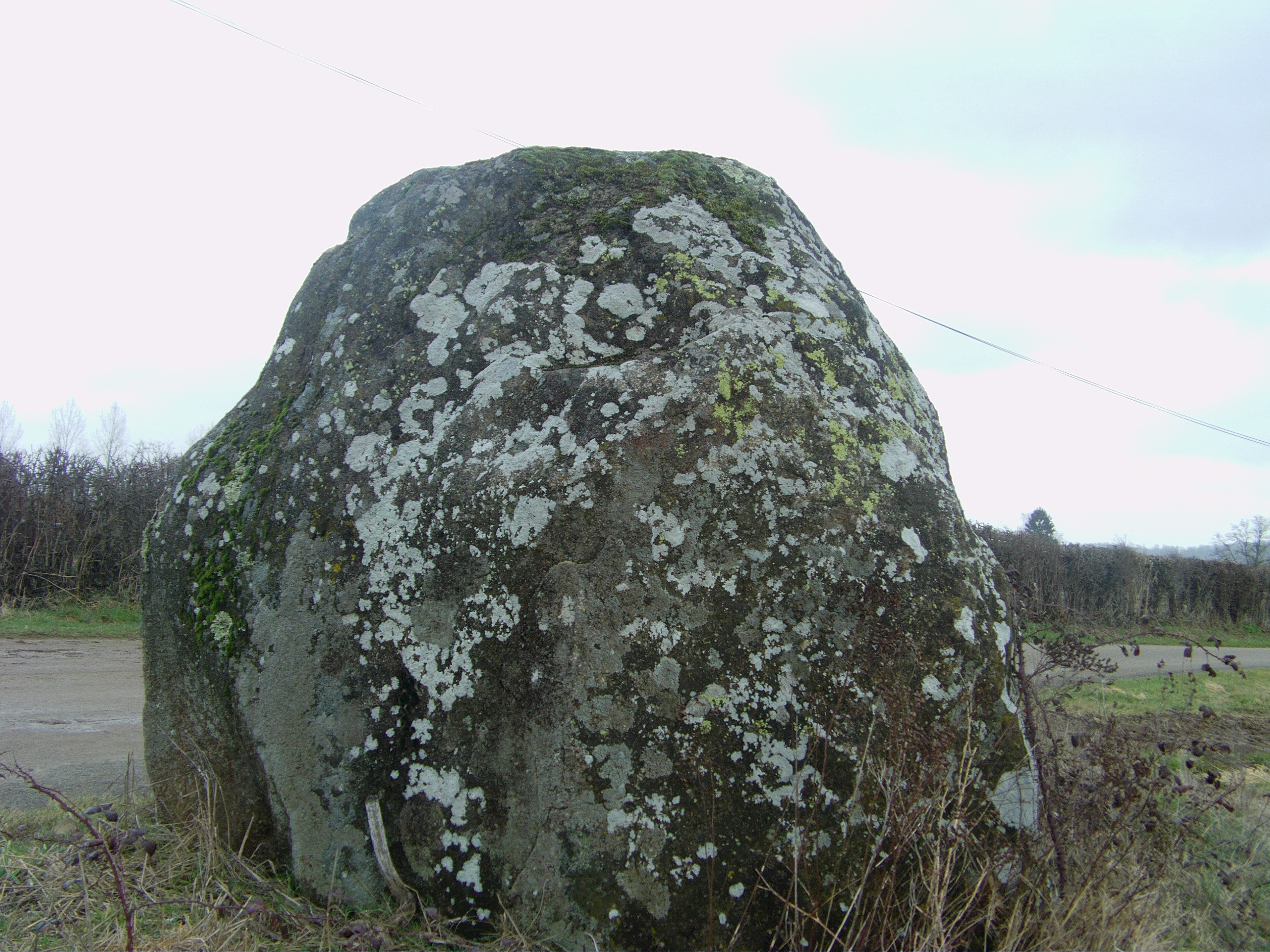
Menhir du Grand Coudray.
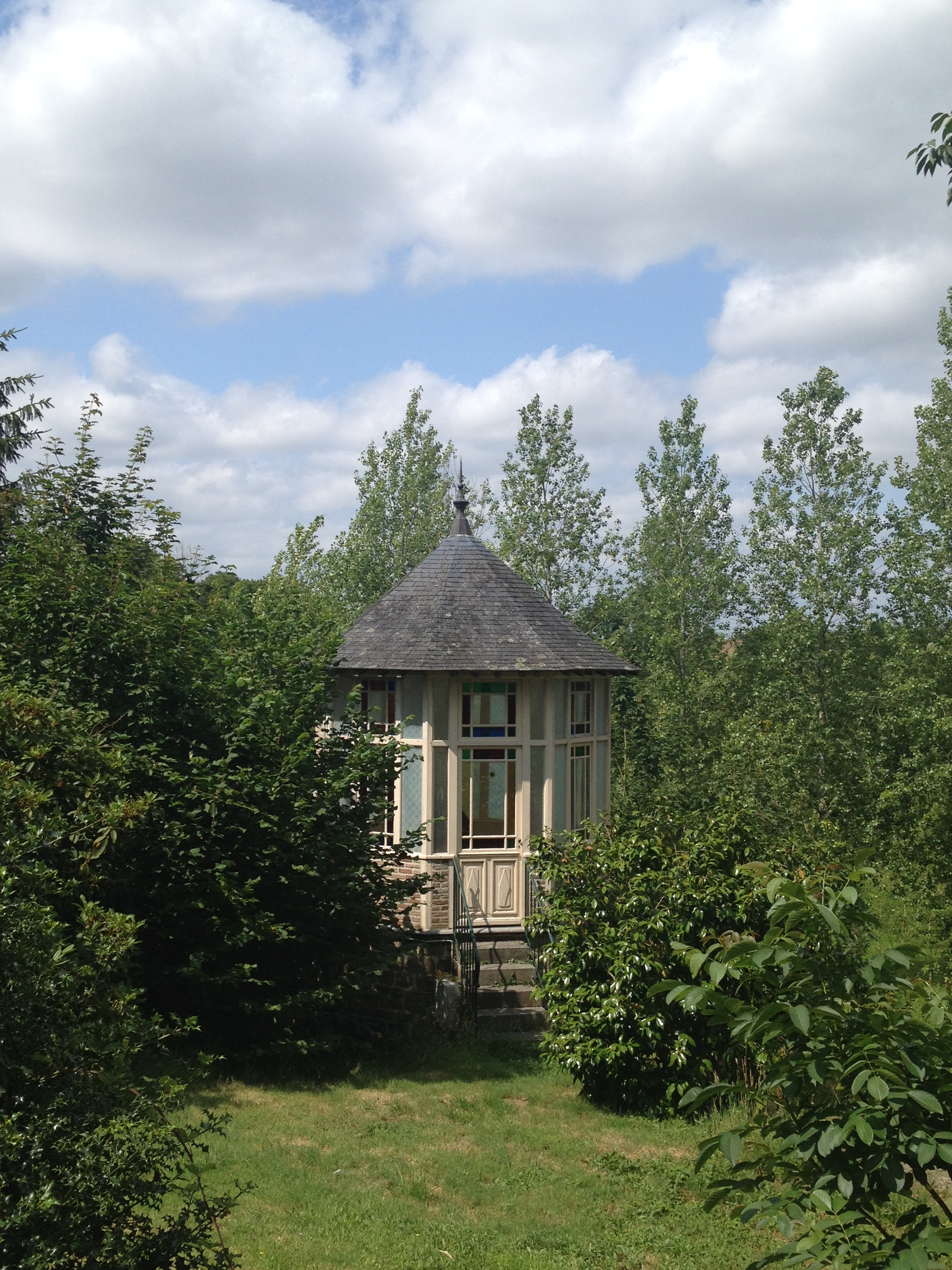
Kiosque du Grand Coudray.

- Église Saint-Pierre-et-Saint-Paul de Chantrigné.
- Menhir du Grand Coudray, classé au titre des monuments historiques en 1976[20]. Il est situé à 2 km environ du bourg.
- Allée couverte de la Hamelinière, classée au titre des monuments historiques en 1932.
- Kiosque du Grand Coudray.

## Personnalités liées à la commune
- Benjamin de L'Isle-du-Gast (1675-1739), évêque de Limoges, curé de Chantrigné, ainsi que son frère Charles.
- François Grosse-Durocher (1746-1820), homme politique.
- Marin Aufray, dit La Forêt, lieutenant du chef chouan Guillaume Le Métayer dit Rochambeau.

## Héraldique
| Blason de Chantrigné | Blason  | De gueules, à une croix d’argent, chargée d’une clé contournée de sable, mise en pal ; la croix cantonnée de quatre quartefeuilles d’or. |
| Blason de Chantrigné | Détails | Le gueules et la croix d’argent proviennent des armes de la famille de l’Île du Gast qui était seigneur du village. La reprise intégrale du blason de famille étant interdite pour la commune, il suffit d’en emprunter un ou plusieurs éléments. Les quartefeuilles sont la représentation du nom du village en imageant les fleurs de l’herbe au Chantre. La clé indique que saint Pierre est le saint patron du village. Elle est aux couleurs des frettes des armes de la famille de l’Île du Gast. C’est pour cette raison qu’elle est contournée parce qu’elle n’a pas que son sens religieux, elle a aussi celui de représenter le seigneur du village par sa couleur. Les ornements sont deux gerbes de blé de sinople, mises en sautoir par la pointe et liées d’or afin d’honorer l’activité agricole. Le listel d'argent porte le nom de la commune en lettres majuscules de sable. La couronne de tours dit que l’écu est celui d’une commune ; elle n’a rien à voir avec des fortifications. Le statut officiel du blason reste à déterminer. |